# Kingsport
Kingsport é uma cidade localizada no estado norte-americano de Tennessee, no Condado de Hawkins e Condado de Sullivan. A cidade foi fundada em 1917.

## Demografia
Segundo o censo norte-americano de 2000, a sua população era de 44.905 habitantes.
Em 2006, foi estimada uma população de 44.191, um decréscimo de 714 (-1.6%).

## Geografia
De acordo com o United States Census Bureau tem uma área de 116,5 km², dos quais 114,1 km² cobertos por terra e 2,4 km² cobertos por água. Kingsport localiza-se a aproximadamente 369 m acima do nível do mar.

## Localidades na vizinhança
O diagrama seguinte representa as localidades num raio de 12 km ao redor de Kingsport.